# Jan Merell

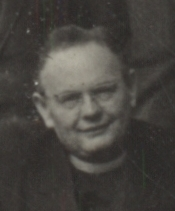
Jan Merell

Jan Merell (geboren 10. Mai 1904 in Prag, Österreich-Ungarn; gestorben 22. September 1986 in Prag, Tschechoslowakei) war ein tschechischer Theologe.

## Leben
Merell wurde 1943 verhaftet, weil er auch nach Schließung der Universitäten noch Vorlesungen hielt. Er war zunächst in der Kleinen Festung Theresienstadt inhaftiert und wurde später in das KZ Dachau verlegt.
Merell erlebte die Befreiung. 
Merell war Dozent an der Theologischen Fakultät der Karls-Universität in Prag.
Er wurde später Dekan der Fakultät Sancti Cyrillus et Methodius in Litoměřice, Prag.

## Schriften (Auswahl)
- Slovo Boži. Paulus, Apostel, Heiliger. Prag : Kropáč & Kucharský, 1942
- Starokřesťanské apokryfy. Prag : Vyšehrad, 1942
- Bible v českých zemích od nejstarších dob do současnosti. Prag : Česká katolická Charita, 1956